# Kronjäst
Kronjäst är ett svenskt jästvarumärke. Jästen produceras på Jästbolaget i Rotebro, Sverige.